# 何繼高 (嘉靖進士)
何繼高（1509年—1568年），字思守，號虛泉，浙江省杭州府仁和縣人，民籍，治《易經》。

## 生平
八月初七日生，行一，由錢塘縣學附學生中式嘉靖十年（1531年）辛卯科浙江鄉試第五十五名舉人，年二十四歲中式嘉靖十一年（1532年）壬辰科會試第三百十二名，第三甲第七十二名進士。觀兵部政，授直隸懷寧縣知縣。

## 家族
曾祖何琮，正議大夫資治尹兵部左侍郎；祖何鋼，都察院檢校；父何景福；母朱氏。慈侍下。弟繼曾；繼祖。